# Pasta de soldar

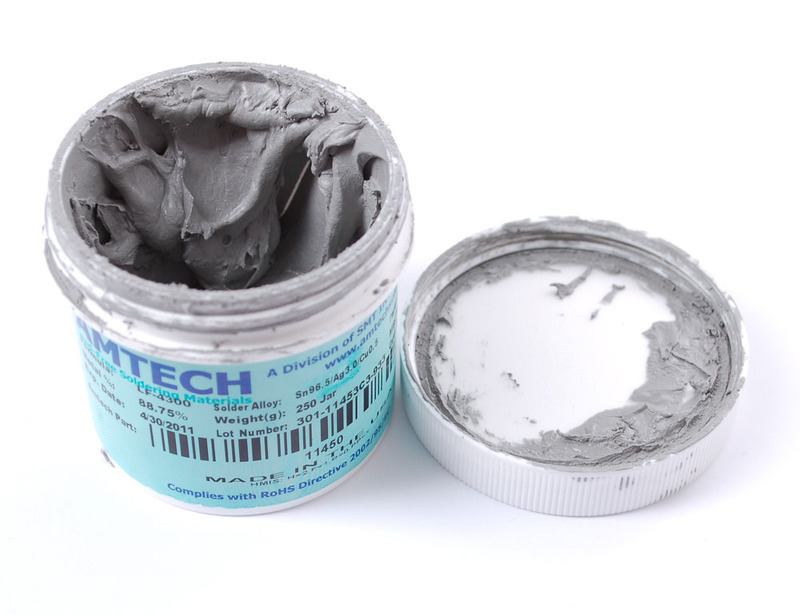
Así luce la pasta de soldar

La pasta de soldar se compone principalmente de una aleación mayoritariamente de estaño microgranulado, formando esferas que pueden ir de los 20 μm a los 75 μm de diámetro. Este polvo viene mezclado con flux, así conocido habitualmente el agente químico que actúa como decapante y que ayuda a la formación de una buena soldadura. Este puede ser de base acuosa o al solvente. Juntos forman la pasta o crema de soldar que debemos depositar sobre los pads o islas de soldadura de placa de circuito impreso justo antes de la colocación de los componentes de montaje superficial.
Una vez colocado el componente SMD con sus terminales sobre la pasta el conjunto será sometido a un ciclo de temperatura en un horno continuo siguiendo una curva tal que hará que el estaño se fusione, fluya y forme al enfriarse la necesaria soldadura que será la unión eléctrica y mecánica  del componente con el circuito impreso.
Las pastas de soldar requieren almacenamiento refrigerado, pero previo a su utilización deben tomar la temperatura ambiente sin ser abierto para evitar la condensación de humedad lo cual es causa de posibles fallas en la soldadura. En todos los casos se recomienda observar las indicaciones del fabricante ya que estos productos son tóxicos.
- Datos: Q977971